# Wanda Chotomska
Wanda Maria Chotomska (Varsovia, 26 de octubre de 1929 – Varsovia, 2 de agosto de 2017) fue una escritora de literatura infantil y guionista polaca. Fue conocida por ser la guionista de la serie de televisión Jacek i Agatka.
Entre sus poemas destacan Wiersze pod psem (1959), Siedem księżyców (1970), Tańce polskie (1981), Kram z literami (1987), Wiersze dla dzieci (1997), y Wanda Chotomska dla najmłodszych (2000).